# Caisse d’Epargne d’Aubonne
Die Caisse d’Epargne d’Aubonne société coopérative ist eine im ehemaligen Bezirk Aubonne verankerte, 1837 gegründete Schweizer Regionalbank mit Sitz in Aubonne.
Ihr Tätigkeitsgebiet liegt im Retail Banking, im Hypothekargeschäft und im Bankgeschäft mit kleinen und mittleren Unternehmen. Die in Form einer Genossenschaft organisierte Bank hatte per Ende 2008 eine Bilanzsumme von 249,9 Millionen Schweizer Franken.